# デビルゾーン
『デビルゾーン』（原題：Nightmares）は、1983年制作のアメリカ合衆国のホラー映画。
全4話構成のオムニバス・ホラー映画。全話ジョセフ・サージェント監督。元々はNBCで始まる予定のテレビシリーズのパイロット版として製作されたが、結局シリーズ化はされず、劇場公開された。

## あらすじ
第1話「恐怖の錯覚殺人」(Terror in Topanga)
精神病院に収容されていた殺人鬼が脱走、警官をナイフで刺し殺して逃走中というニュースが流れ、街中が厳戒態勢の中、煙草が切れてしまったチェーンスモーカーの主婦リサは夫が止めるのも聞かずに、煙草を買いに出かける。
その帰り、燃料が切れたため、リサはガソリンスタンドに立ち寄る。すると、現れた店員は逃走中の殺人鬼が着ているという服装と同じであった。
次の瞬間、彼はリサにピストルを突き付け、車からひきずり出した。危うし、リサ!!
第2話「悪夢のビデオゲーム」(The Bishop of Battle)
ビデオゲームマニアの少年J・Jは、ゲームセンターにある「ビショップ・オブ・バトル」に挑戦していた。これはレベル13まであるのだが、彼の腕をもってしてもレベル13にはなかなか到達出来なかった。
ある夜、両親と喧嘩したJ・Jは家をこっそり抜け出し、ゲームセンターに忍び込み、「ビショップ・オブ・バトル」に挑む。そしてついにクリアし、レベル13に到達。すると、ビデオゲームの宇宙船が実体化し、彼に襲いかかってきた。レベル13はゲームのモニターの中ではなく、現実世界で戦うモードだったのだ。
翌日、J・Jを探し回っていた両親と友人は、ゲームセンターで驚くべき光景を見るのだった。
第3話「悪霊」(The Benediction)
神父のマクロードはある日、立ち寄った店で強盗事件に遭遇、1人の少年が射殺されるのを目の当たりにして、自身の信仰に疑問を持つようになる。
マクロードは悩んだ末、信仰を捨てることを決意、友人のルイス神父が止めるのも聞かず、荷物と共に聖水を飲料水として車に積み込んで旅立つ。
その途中、砂漠の中の道を走っていると、突然1台の黒いトラックが現れ、マクロードの車に襲いかかってくる。トラックは執拗にマクロードを狙い、彼は次第に追い詰められた。そして、マクロードが思わず積んでいた聖水をトラック目掛けてぶっかけた瞬間、トラックは消滅した。
その時、マクロードに心境の変化が起こり、彼は再び神父を続ける決意をするのだった。
第4話「子を呼ぶ魂」(Night of the Rat)
ヒューストン一家は暴れ回るネズミに頭を悩ませていた。クレアは駆除業者に頼もうと考えるが、駆除役だった夫のスティーブンはそれを拒絶する。
たまりかねたクレアはネズミ駆除のプロ・キーファーを呼ぶが、自尊心を傷つけられたスティーブンは、彼を追い返してしまう。
その夜、キーファーが電話を掛けてくる。その中身は驚くべきものだった。彼らの家で暴れ回るネズミは、トイフェル・ナーゲティア＝「悪魔のネズミ」ではないかという。それは信じ難い知力と能力を持つ伝説のネズミで、17世紀のヨーロッパを恐怖に陥れた。言い伝えによれば、このネズミはどんな手段でも殺せないという。
そしてついに、その「悪魔のネズミ」と呼ばれる巨大なネズミが彼らの前に姿を現す。スティーブンがゴミ箱から以前捨てた子ネズミの死体を持ってくると、「悪魔のネズミ」はそれを前足で抱えて、どこへともなく消えていった。

## キャスト
- リサ：クリスティナ・レインズ
- J・J：エミリオ・エステベス
- マクロード：ランス・ヘンリクセン
- クレア：ヴェロニカ・カートライト
- スティーブン：リチャード・メイサー
- ブルック：ブリジット・アンデルセン
- ウィリアム・サンダーソン
- アンソニー・ジェームズ
- トニー・プラナ
- ジョー・ランビー
- ティモシー・スコット